# Ripley (Illinois)
Ripley é uma vila localizada no estado americano de Illinois, no Condado de Brown.

## Demografia
Segundo o censo americano de 2000, a sua população era de 103 habitantes.
Em 2006, foi estimada uma população de 96, um decréscimo de 7 (-6.8%).

## Geografia
De acordo com o United States Census Bureau tem uma área de
1,0 km², dos quais 1,0 km² cobertos por terra e 0,0 km² cobertos por água. Ripley localiza-se a aproximadamente 167 m acima do nível do mar.

## Localidades na vizinhança
O diagrama seguinte representa as localidades num raio de 20 km ao redor de Ripley.